# Milano-Torino 1979
La Milano-Torino 1979, sessantacinquesima edizione della corsa, si svolse il 1º settembre su un percorso con partenza a Milano e arrivo a Torino. Fu vinta dall'italiano Alfio Vandi della Magniflex-Famcucine davanti al belga Claude Criquielion e all'italiano Wladimiro Panizza.

## Ordine d'arrivo (Top 10)
| Pos. | Corridore          | Squadra                 | Tempo |
| ---- | ------------------ | ----------------------- | ----- |
| 1    | Alfio Vandi        | Magniflex-Famcucine     |       |
| 2    | Claude Criquielion | KAS                     |       |
| 3    | Wladimiro Panizza  | Sanson-Luxor TV         |       |
| 4    | Mario Beccia       | Mecap-Hoonved           |       |
| 5    | Jørgen Marcussen   | Magniflex-Famcucine     |       |
| 6    | Johan De Muynck    | Bianchi-Faema           |       |
| 7    | Carmelo Barone     | Gis Gelati              |       |
| 8    | Giuseppe Saronni   | Scic                    |       |
| 9    | Henk Lubberding    | Ti-Raleigh-Mc Gregor    |       |
| 10   | Fausto Bertoglio   | San Giacomo-Mobilificio |       |